# Мусачевско блато
Мусачевското блато (Сгуроотвал „Кремиковци“, Хвостохранилище на МК „Кремиковци“) е блато, разположено край Лесновската река, на 2 км западно от село Мусачево, южно от село Горни Богров и източно от село Долни Богров. Площта му е 147 ха.; координати: 42°41'44"N 23°31'22"E.
Още през 40-те години на 20 век е превърнато във водохранилище. Към средата на 60-те години е преустроено в сгуроотвал на металургичния комбинат „Кремиковци“. Това голямо хвостохранилище без никакво почистване бившият МК „Кремиковци" използва за табан за своите технологични и всякакви други радиоактивни отпадъци. Замърсяването се осъществява чрез отлагане на прах и по инфилтрационен път при сгуроотвала поради високото ниво на подпочвените води в близост до него (до 80 см от повърхността на почвата). Допълнителен източник е и автотранспортът (магистралата „Хемус“), който засяга успоредната на шосето ивица, чието основно влияние е върху замърсяването с тежки метали, както и авиотранспортът (летище „София“). Отпадните радиоактивни води от хвостохранилището, следват своя гравитачен път - р. Янещица - р. Лесновска - р. Искър - р. Дунав. От края на 2008 г. и началото на 2009 г. след спиране на работата на предприятието утайника е изоставен и се превръща в тресавище. На 8 април 2011 г. след ураганен вятър от него се вдига огромен облак червен прах от фини частици, който замърсява с. Мусачево, гр. Елин Пелин, както и част от източните софийски квартали и съседните села. Защитена зона. В блатото са установени видовете птици малък червенокрак водобегач (малък червеноног пийвик) и малка пъструшка (малка пъстра водна кокошка), които са критично застрашени видове и са включени в Червената книга на България, както и други водолюбиви птици.
През 2013 г. в близост до блатото беше построен завод за отпадъци – Инсталация за биологично третиране „Хан Богров“. Въпреки многото протести Столична община не се съобрази с желанието на местното население и построи завода.